# Basse und Selve
Pour les articles homonymes, voir Basse et Selve.

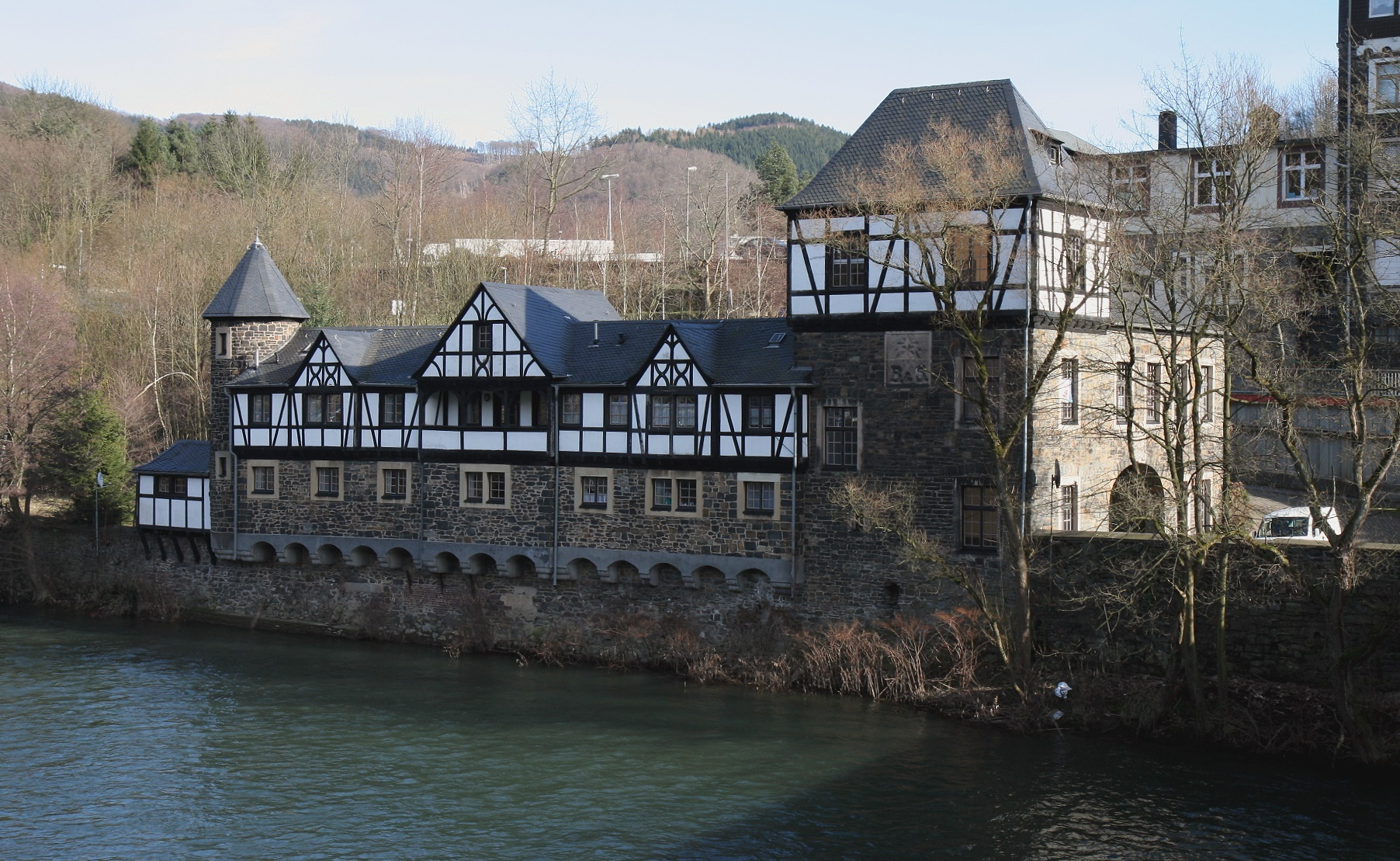
Basse & Selve, ancienne usine de moteurs à Altena

À l’origine existait la marque allemande Basse und Selve (BuS), fabricant de moteurs d’automobiles, de motos, de bateaux, autorails et d’avions. Basse & Selve fournissait les moteurs des automobiles Selve de la Selve Automobilwerke), mais également des moteurs à divers autres constructeurs d'automobiles et de véhicules utilitaires dont Beckmann (de), Mannesmann et Heim (de). Cette usine installée à Altena en province de Westphalie, fut fondée en 1908 par Gustav Selve, (28 février 1842 - 7 novembre 1909) et employait 2 000 personnes, son fils le Docteur Walther von Selve (de) prit la succession à la mort de son père.
Concernant les avions de chasse allemands de la Première Guerre mondiale, le plus gros et le plus puissant des Hansa-Brandenburg, le Hansa-Brandenburg W.34 (en) était équipé de moteurs Basse & Selve. Un seul fut terminé avant la fin de la guerre, plusieurs ont été terminés par la suite.

## L'avion Hansa-Brandengurg W 34
Hansa-Brandenburg W.34 (en)
- Fonction : chasseur
- Année : 1918
- Equipage : 2
- Moteur : 1 x 300 ch Basse und Selve BuS IVa
- Envergure : 16,60 m
- Longueur : 11,10 m
- Hauteur : ?
- Surface des ailes : 49 m2
- Poids à vide : 1 534 kg
- Poids maximum au décollage : 2 270 kg
- Vitesse : 175 km/h

## Autres avions équipés de moteurs moteurs Basse und Selve
- AGO S.I (1918) : 1 x 150 cv Basse und Selve BuS III;
- Rumpler C.I (1918) : 1 x 260 cv Basse und Selve;
- Sachsen S.L. 10 (1914), 42 m2, Leipzig : 1 X 100 cv Basse und Selve[1];
- Siemens-Schuckert R VIII (1918) : 6 x 300 cv Basse und Selve BuS IV

La Basse & Selve faisait partie du groupe Selve, de 1908 jusqu'à la fermeture définitive de ses portes en 1932, fermeture consécutive à la crise de 1929, deux ans avant la fermeture de sa société sœur la Selve Automobilwerke qui construisait les automobiles Selves, qui, elle, a fermé en 1934.

## Galerie

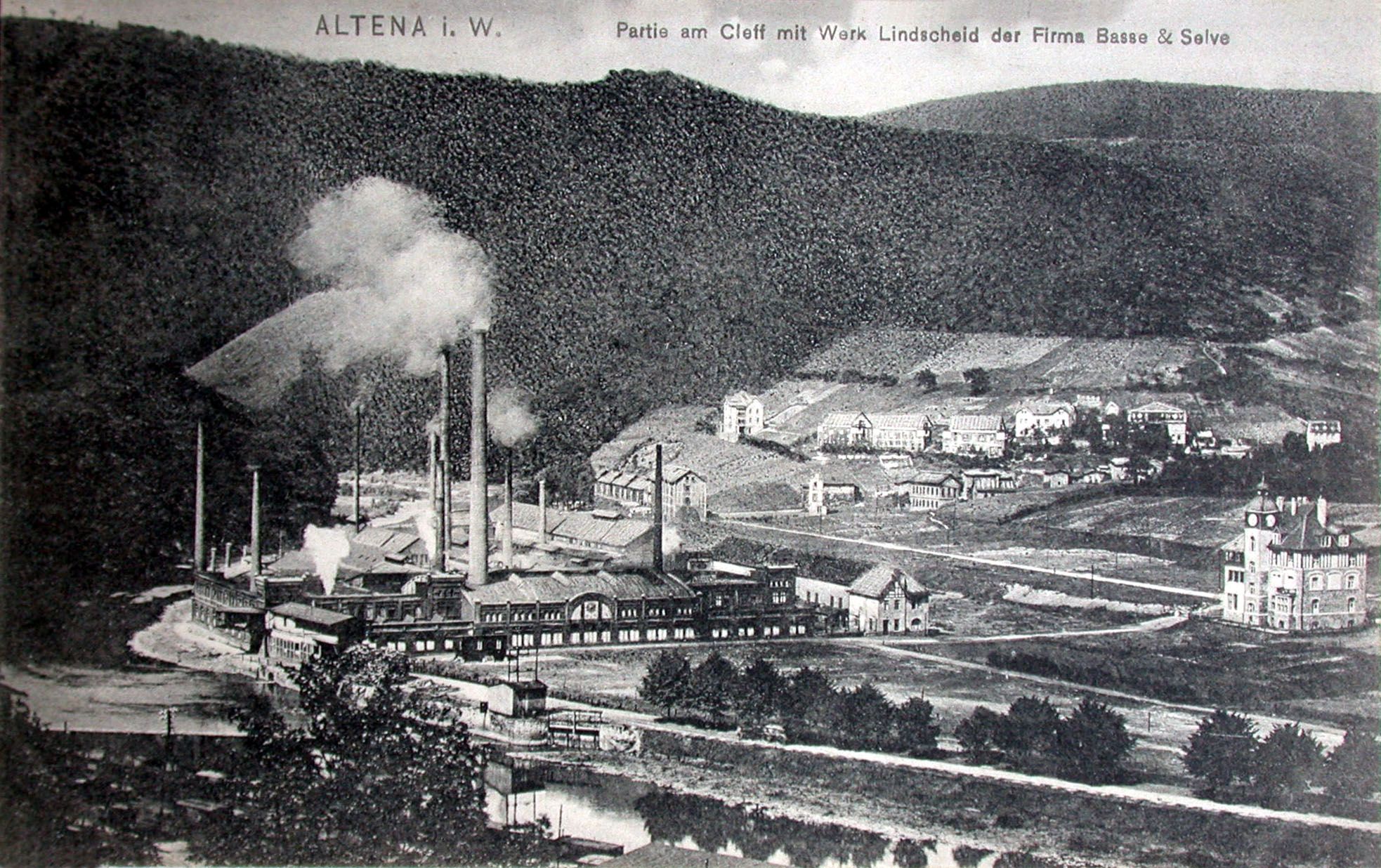
Usine Basse & Selve, Altena
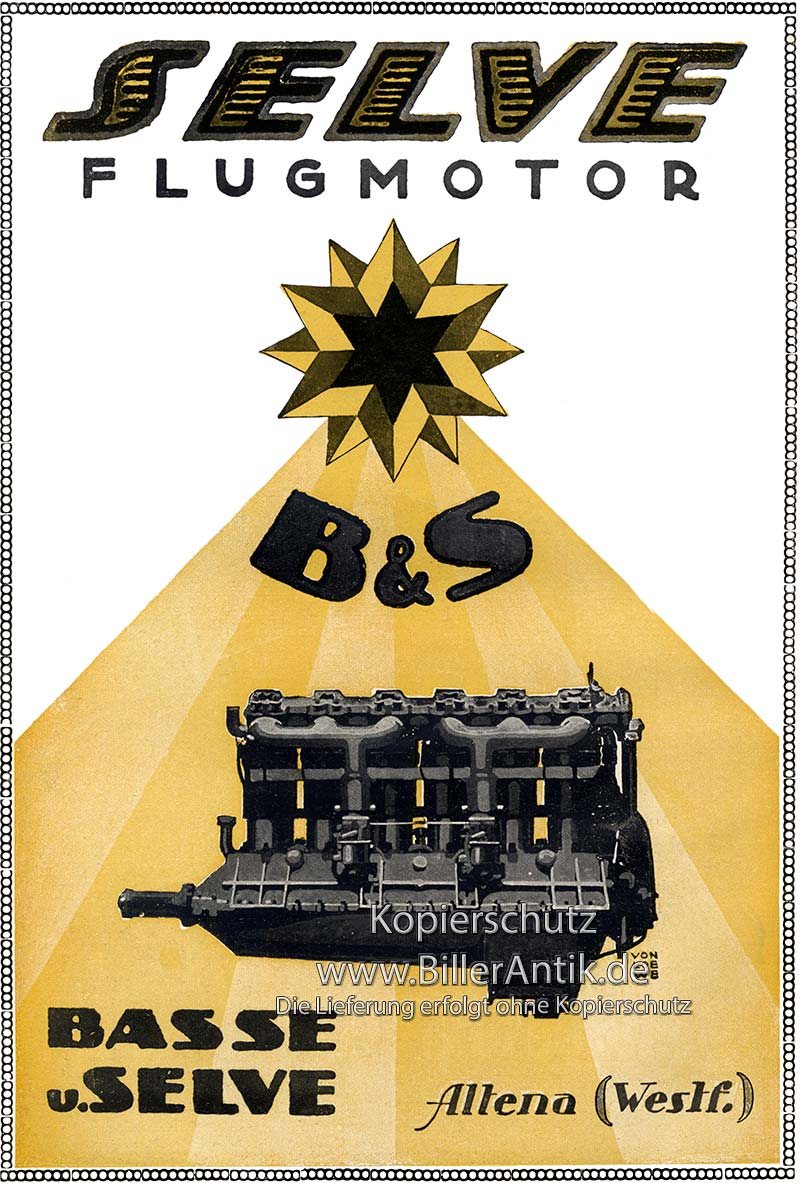
Publicité pour un moteur d'avion Basse & Selve (entre 1913 et 1918).
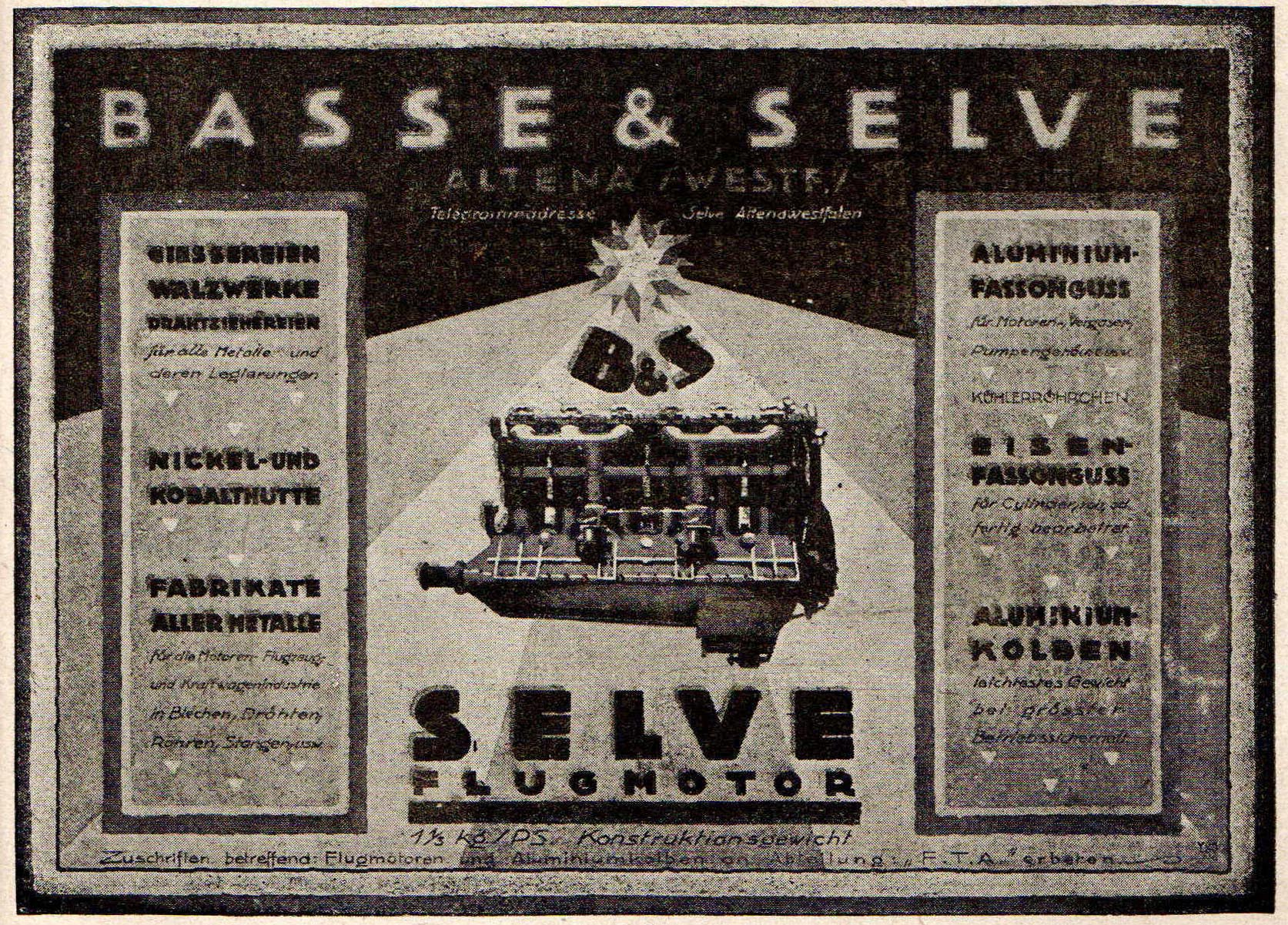
Publicité pour un moteur d'avion Basse & Selve.
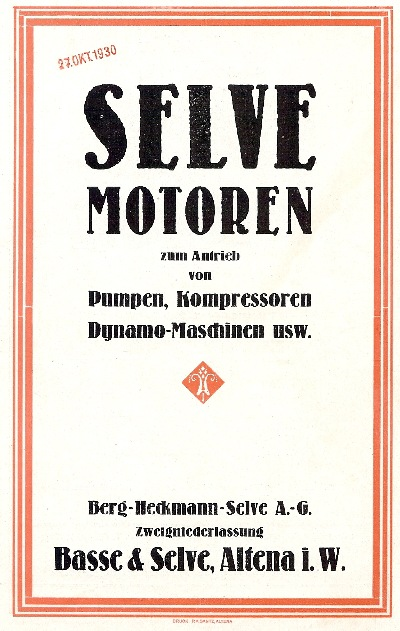
Publicité Basse & Selve
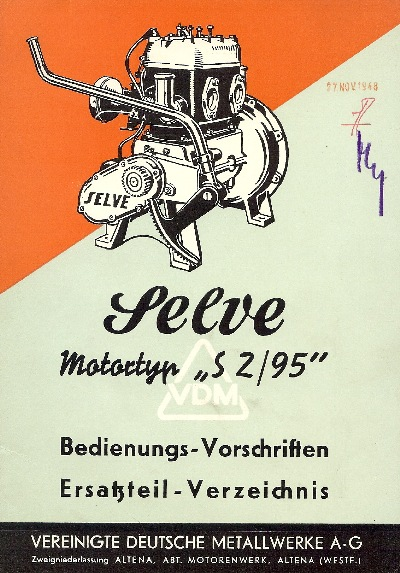
Publicité Basse & Selve
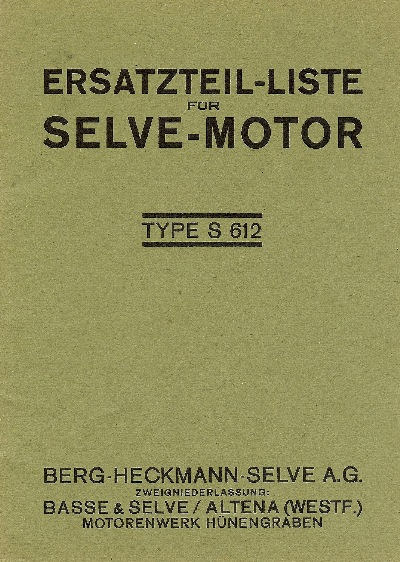
Publicité Basse & Selve
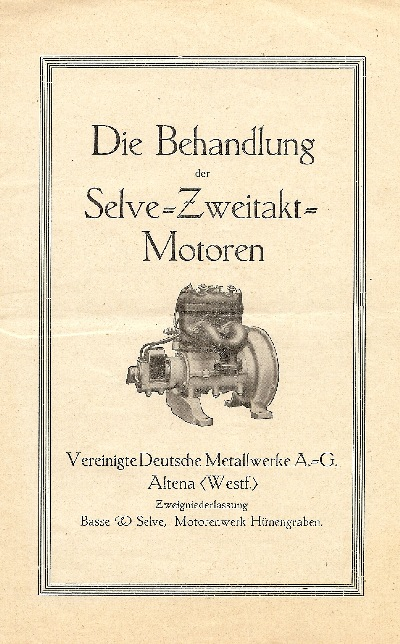
Publicité Basse & Selve
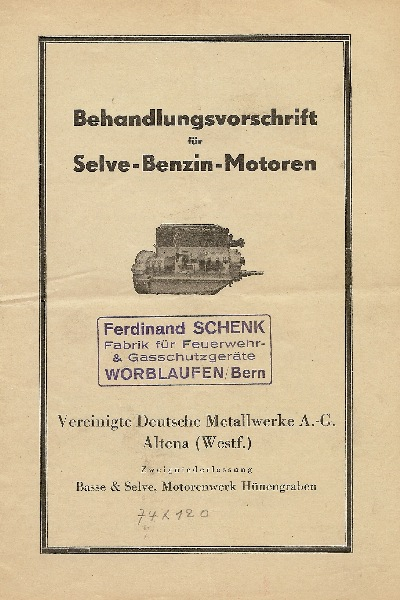
Publicité Basse & Selve
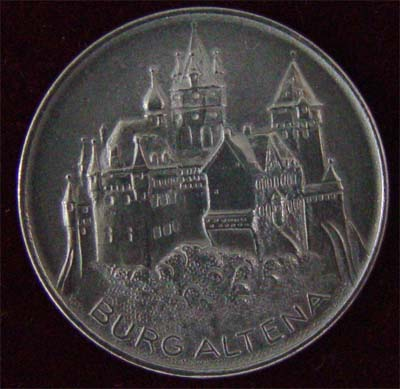
Médaille Basse & Selve, recto.
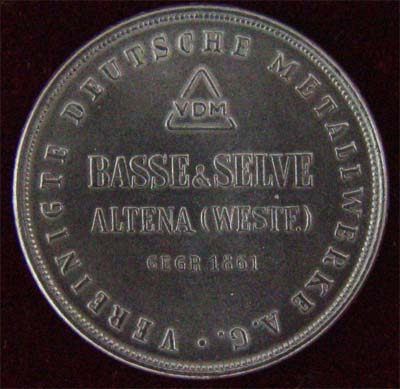
Médaille Basse & Selve, verso.
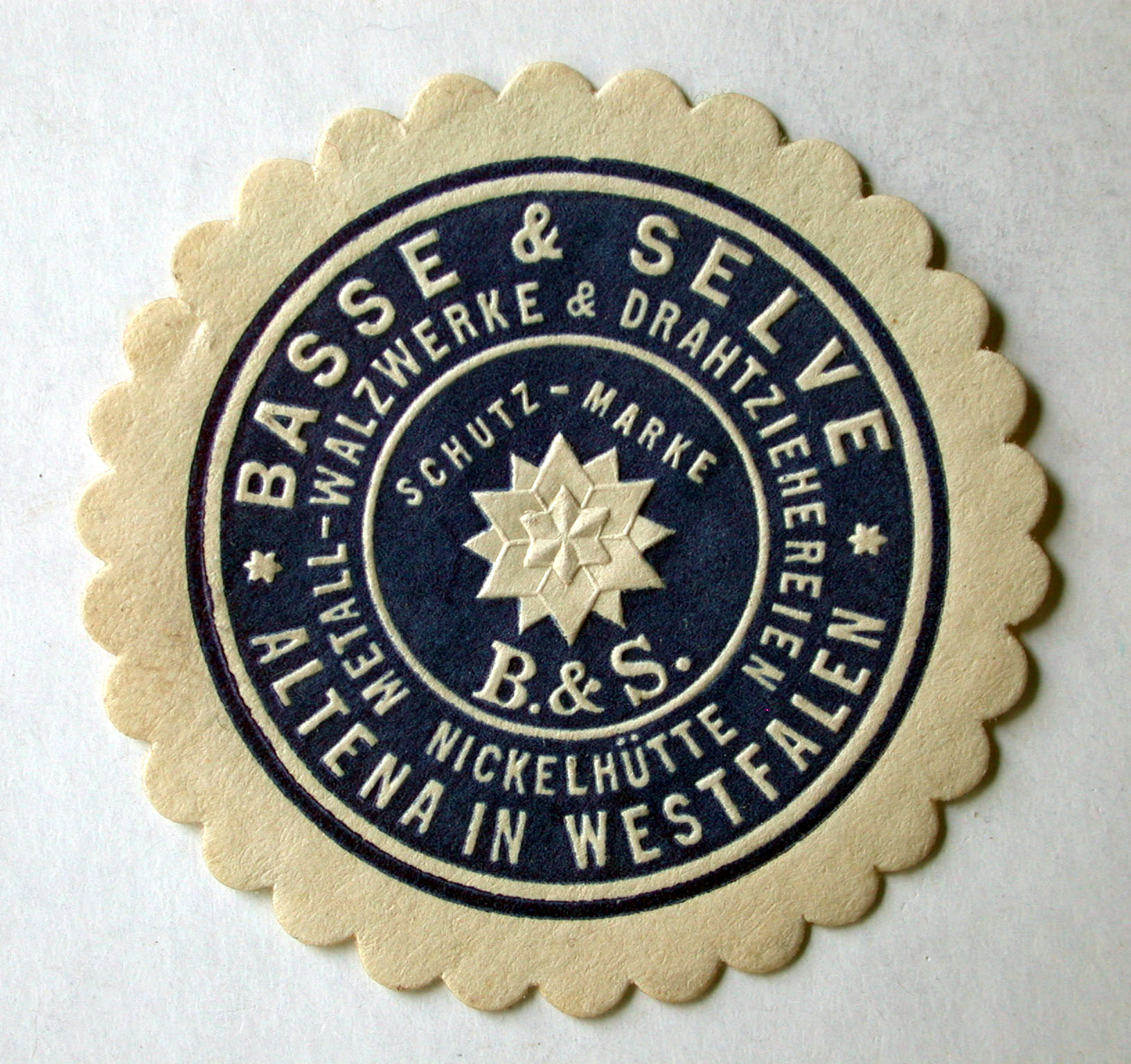
Etiquette de garantie Basse & Selve